# ترنشن
ترنشن (انگلیسی: Transsion) شرکت تجهیزات مخابرات چینی است، که در سال ۲۰۰۶ تأسیس شد.